# Marlies Rohmer
Marlies Rohmer (Rotterdam, 16 december 1957) is een Nederlandse architecte. Rohmer studeerde Architectuur en Stedenbouw aan de TU Delft. In 1986 richtte ze haar eigen architectenbureau op 'Marlies Rohmer Architecture & Urbanism'. Het bureau richt zich vooral op maatschappelijke projecten als schoolgebouwen, woningen en zorginstellingen. Bij het ontwerpen wordt uitgegaan van de toekomstige gebruikers en van de sociale en culturele context van de omgeving.
Naast haar architectenbureau doceert Rohmer colleges aan verschillende Technische Universiteiten en Hogescholen. Ze is voorzitter van jury's, onder andere voor de Arc Awards Architectuur in  2016. Ook heeft ze zitting in de Raad van Toezicht van de Rijksacademie van Beeldende Kunsten in Amsterdam.

## Publicaties
In 2007 verscheen haar boek 'Bouwen voor de Next Generation", een werk waar ze laat zien hoe haar architectenbureau van 1997 tot 2007 omging met het bouwen voor jongeren in de tijdsgeest van deze jongeren en de maatschappelijke context.
In 2016 publiceerde ze 'What happened to my buildings', een uitgave waarin ze teruggaat naar eerdere projecten om te kijken of de gebouwen functioneren met een focus op wat beter kon. Tijdens dit onderzoek is er veel contact geweest met de gebruikers van de gebouwen en geeft dus de mogelijkheid om te reflecteren op het vakgebied en een richting te geven aan de toekomst.

## Prijzen
Rohmer ontving de volgende prijzen en nominaties voor haar werk:
- 2008 Amsterdamprijs voor de Kunst
- 2013 Amsterdamse Architectuur Prijs (nominatie)
- 2014 Rietveldprijs (nominatie)
- 2015 Scholenbouwprijs en Architect van het jaar (nominaties)

Rohmers architectenbureau heeft ook verschillende prijzen ontvangen:
- 2002 en 2008 Nationale Scholenbouwprijs
- 2003 Internationale Scholenbouwprijs
- 2007 2010 Zuiderkerkprijs
- 2009 Gouden Piramide
- 2011 Groningse Architectuurprijs
- 2012 FIABCI Award
- 2015 Dutch Design Award

## Ontwerpen
Enkele gebouwen die Rohmer heeft ontworpen:
- Aanleunwoningen Amsterdam-Noord (1993-1996)[3]
- Casa Confetti, De Uithof, Utrecht (2003-2009)
- Energieneutrale Brede School
- Brede School De Houthavens, Amsterdam (2014)
- Kop van Lombok, Utrecht[4]
- Brede School Het Meervoud, Amsterdam
- Open Wijk School
- De combinatie, Vlissingen
- Waterwoningen IJburg, Amsterdam
- Kind- Jeugdcentrum Heliomare, Heemskerk (2014-2018)[5]
- Bloemsingel, Groningen (2009)
- Fusion ‘Moskeeverzamelgebouw’, Amsterdam (2006-2008)

## Fotogalerij

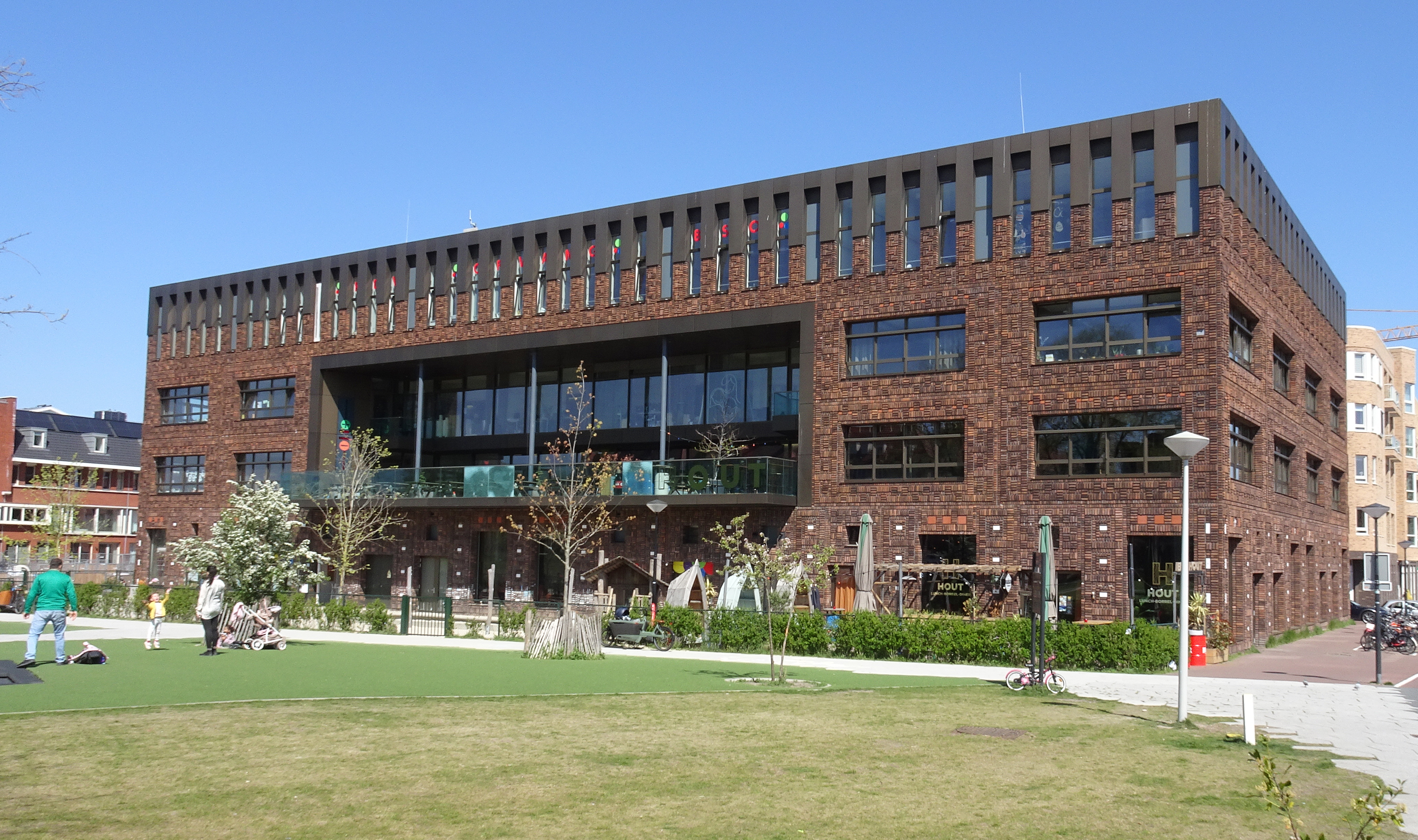
Brede School Houthavens Amsterdam
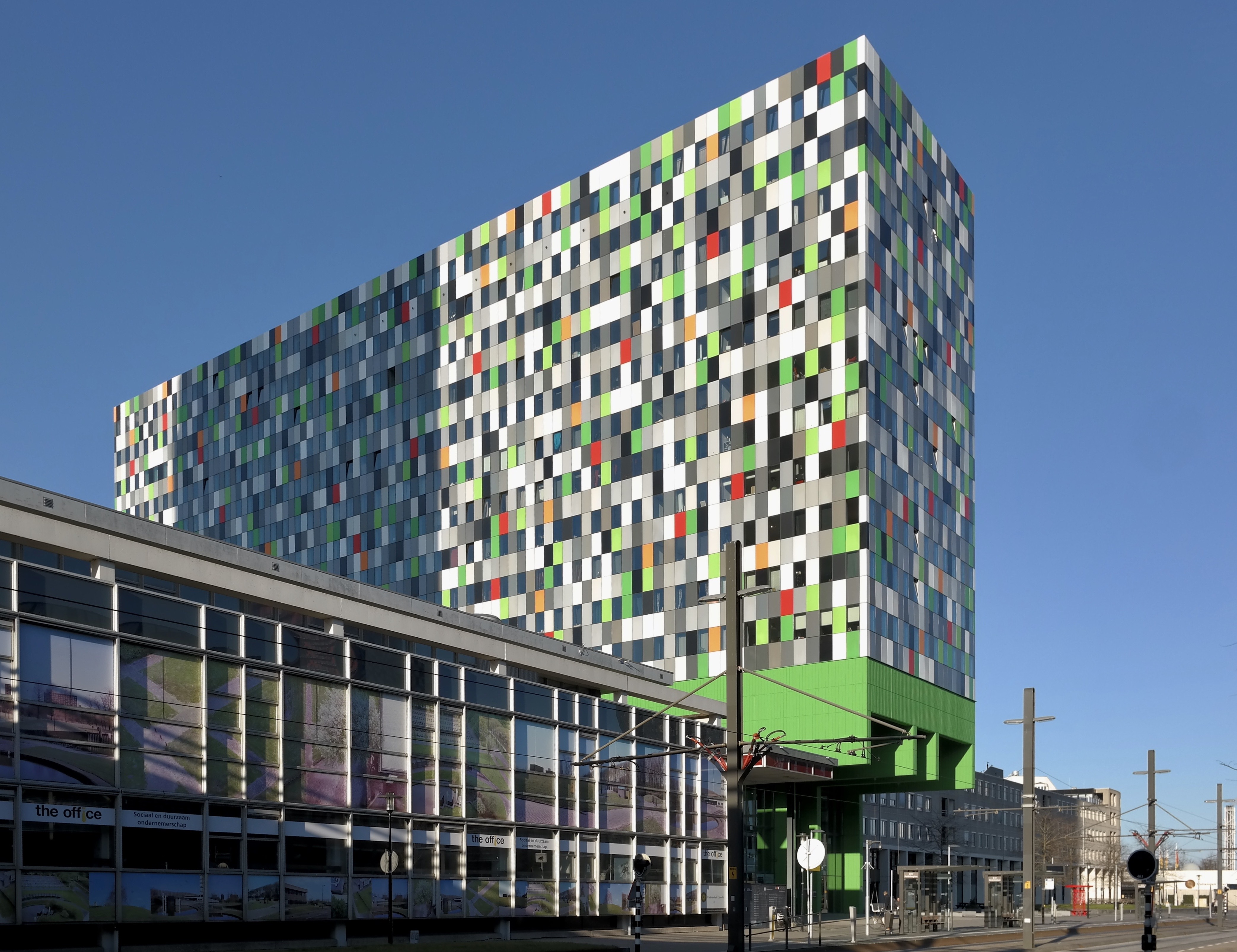
Casa Confetti in Utrecht
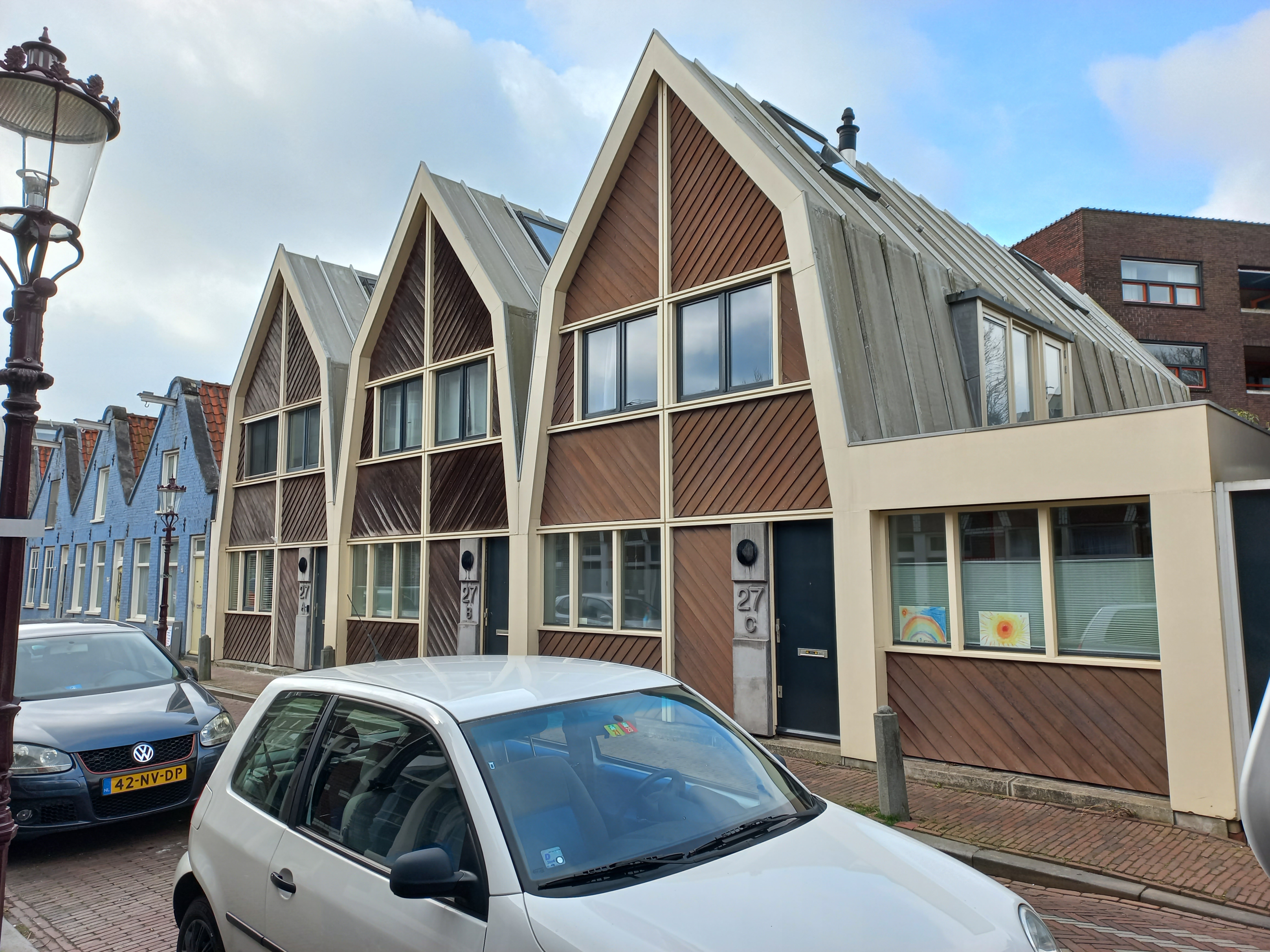
Slatuinenweg 21-27 Amsterdam-west
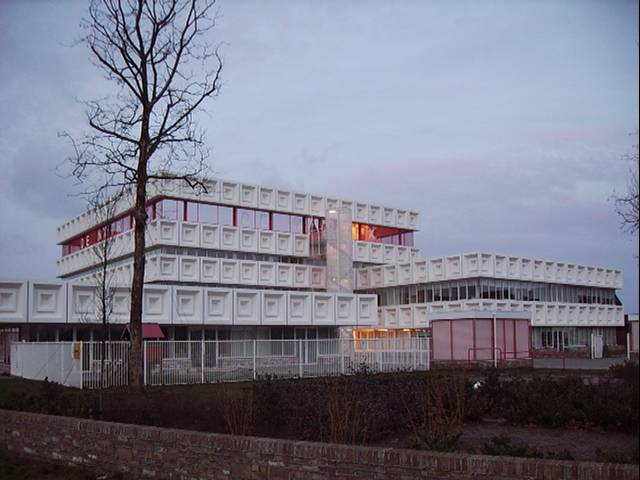
Brede School De Matrix Hardenberg

- Library of Congress Control Number: no2007122695
- Nationale Bibliotheek van Israël: 987007379352505171
- RKD-Nederlands Instituut voor Kunstgeschiedenis: 282611
- Union List of Artist Names: 500261535
- Virtual International Authority File: 173457053